# Нго Сионг Ван
Нго Сионг Ван (в'єт. Ngô Xương Văn; 934–965) — вионг в'єтнамської династії Нго в 950—965 роках. Відомий також як Нам Тан Вионг.

## Життєпис
Походив з династії Нго. Другий син вионга Нго Куєна. Після смерті останнього 944 року трон успадкував старший брат Сионг Вана — Нго Сионг Нгап. Проте невдовзі того було повалено військовиком і власним вуйком Зионг Там Кха, який оголосив себе вионгом. Для збереження влади останній надав князівський статус Нго Сионг Вану.
950 року Нго Сионг Ван був одним з командувачів війська, спрямованого на придушення повстання в Тулімі. Але не доходячи до нього підняв повстання, повернув військо на столицю Лоатхань, швидко повалив Зионг Там Кха, але не стратив. Після цього прийняв владу під ім'ям Нам Тан Вионг. 951 року зробив брата Нго Сионг Нгапа співправителем. Згодом фактично керування державою передав Нгапу. Вони правили під єдиним ім'ям Хау Нго Вионг.
Разом з братом намагався приборкати повстання військовика Дінь Бо Ліня, що отаборився в фортеці Хоалу, проте марно. 954 року після смерті Нго Сионг Нгапа став одноосібним володарем. Того ж року спрямував посольство до Південної Хань, чию владу визнав, проте номінально. Натомість отримав посаду цзєдуши Тіньхаї та губернатора (духу) Генерального протекторату Замиренного Півдня, разом з тим це було лише визнання влади Нго Сионг Вана. Він не допускав присутність китайських чиновників та навіть послів на своїй території.
У 965 році під час придушення повстання родів Зионг і Нгуєн вионга було вбито. Після цього в державі почалася боротьба за трон, що стала відома як Епоха дванадцяти шикуанів.